# Copiapita
La copiapita es un mineral de la clase de los minerales sulfatos. Descubierto en 1833, nombrado así por la localidad en que fue descubierto, cerca de Copiapó (Chile). Otros sinónimos en español menos usados son: elaeíta, flaveíta, janosita, misleyita o niveíta.

## Características químicas
Pertenece al llamado "grupo de la copiapita", que son sulfatos de metal(II) y hierro(III). Algunos especimentes catalogados como copiapita pueden ser de ferricopiapita u otros miembros del grupo de la copiapita.
El hábito, en las raras ocasiones en que forma cristales estos son de color entre amarillo y naranja, siendo más normal que aparezca en forma de escamas amarillo-verdosas a verde-oliva formando costras masivas granulares finas.
Es común que lleve como impurezas: cobre, calcio y aluminio.

## Formación y yacimientos
Se encuentra en zonas de minerales del hierro, en áreas de oxidación de la pirita y de otros sulfuros de hierro. Es abundante en la zona minera de Atacama (Chile).